# Gnamptogenys acuminata
Gnamptogenys acuminata  (лат.) — вид примитивных тропических муравьёв рода Gnamptogenys трибы Ectatommini подсемейства Ectatomminae. 

## Распространение
Встречаются в джунглях Южной Америки (Бразилия, Венесуэла, Колумбия, Перу).

## Описание
Длина тела около 5 мм. От близких видов отличается заострённой на латеральном виде вершине узелка петиоля. Тело коричневато-чёрное. Стебелёк между грудкой и брюшком состоит из одного узловидного членика (петиоль). Голову и всё тело покрывают глубокие бороздки. Усики 12-члениковые. Глаза большие выпуклые. Челюсти субтреугольные с плоским базальным краем.